# دکتر هو
دکتر کیست؟ (به انگلیسی: Doctor Who) سریال علمی–تخیلی پربیننده ساخت شبکه تلویزیونی بی‌بی‌سی است. این سریال که نمایش آن از ۱۹۶۳ آغاز شده، تاکنون در چندین مجموعه به نمایش درآمده است. دکتر هو امروزه به یکی از نشانه‌های فرهنگ معاصر بریتانیایی بدل شده است.
داستان این سریال مربوط به شخصیتی است به نام دکتر که با ماشین زمان خود به نام تاردیس در زمان و فضا سفر می‌کند و با شیاطین تمدن‌ها می‌جنگد. دکتر هو از نسل اربابان زمان است، اربابان زمان هزاران سال پیش در جنگ بزرگ زمان منقرض شدند. این سریال معمولاً به صورت قسمت‌های ۴۵ دقیقه‌ای نمایش داده می‌شود.
این سریال از سال ۱۹۶۳ تا ۱۹۸۹ به‌طور منظم پخش می‌شد و در سال ۱۹۹۶ تلاش برای بازیابی روند منظم پخش با استفاده از یک تله فیلم اتفاق افتاد اما تمامی تلاش‌ها بی‌نتیجه ماند و ساخت این سریال متوقف شد. در سال ۲۰۰۵ راسل تی دیویس به عنوان کارگردان و سرپرست نویسندگان این سریال برگزیده شد و تولید خود را از بی‌بی‌سی ولز در کاردیف شروع کرد. سری اول در قرن ۲۱ با حضور کریستوفر اکسلستون در نقش نهمین دکتر توسط بی‌بی‌سی ساخته شد. سری دوم و سوم دارای اقتباس‌های سینمایی به نام‌های تورچ وود و ماجراهای سارا جین ک-۹ بودند. همچنین اقتباسی از سری نهم سریال دکتر هو به نام class، در سال ۲۰۱۶ شروع به پخش شد که در قسمت اول آن دکتر سیزدهم در سریال ظاهر می‌شود. اجرای نقش دکتر فعلاً به عهدهٔ جودی ویتاکر است کسی که این نقش را بعد از آخرین بازی پیتر کاپالدی در سال ۲۰۱۷ به عهده گرفت.

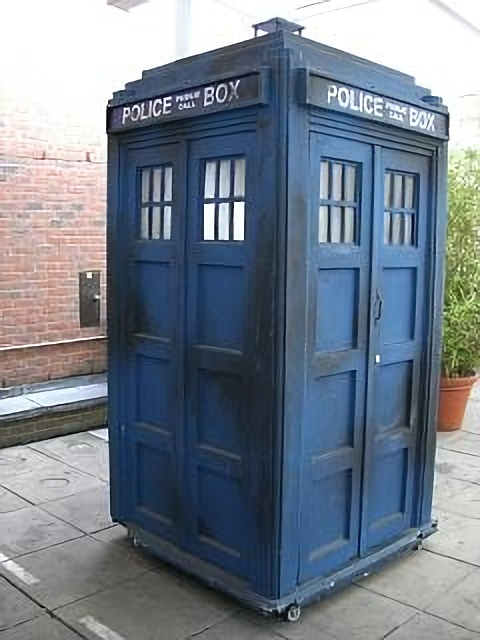
تاردیس ماشین زمان دکتر هو

## تاریخچهٔ سریال

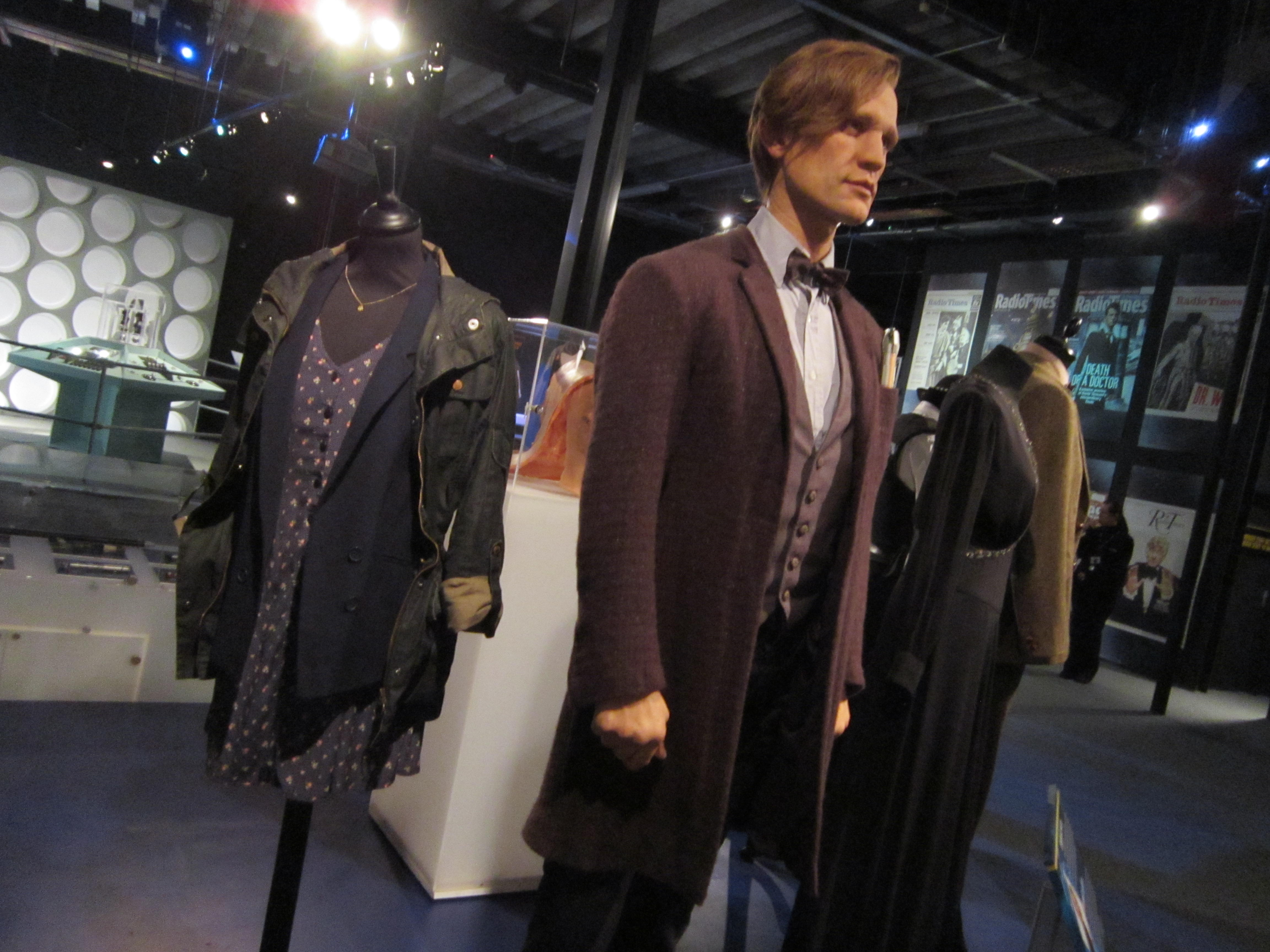
دکتر هو

این سریال برای اولین بار در ساعت ۱۷:۱۶:۲۰ به وقت گرینویچ و در تاریخ ۲۳ نوامبر ۱۹۶۳ در تلویزیون بی‌بی‌سی پخش شد.
پس از بحث‌ها و برنامه‌های که برای یک سال در حال پیشرفت بود مسئول بخش نویسندگان درام سیدنی نیومن برای توسعه این برنامه انتخاب شد، وی بعد از نوشتن اولین فیلم‌نامه در مورد ابتدای سریال به عنوان رئیس گروه فیلم‌نامه دکتر هو انتخاب شد (بعداً سرپرست کل سریال شد) و عضوهای هیئت تحریریه خود را دونالد ویلسون و سی.ای. وبر معرفی کرد، آنتونی کابرن نویسنده و ویرایشگر فیلم‌نامه دیوید ویتاکر و تهیه‌کننده اولیه ورایتی لامبرت به شدت به توسعه این مجموعه کمک کردند.
ساخت دکتر هو در اصل برای ۲۶ فصل از ۲۳ نوامبر ۱۹۶۳ تا ۶ دسامبر ۱۹۸۹ برای شبکه بی‌بی‌سی یک کلید خورد. هر قسمت هفتگی بخشی از یک داستان بود. (حدوداً ۶ قسمت یک داستان را تشکیل می‌داد).
این برنامه برای اهداف آموزشی و نمایش خانوادگی در یکشنبه‌ها در نظر گرفته شد.
در ابتدا زمان این سریال به‌طور کامل در گذشته بود برای این که به بینندگان جوان، تاریخ را با تخیل آموزش دهد و مبین این واقعیت حضور دو همراه دکتر که یکی از آن‌ها معلم تاریخ و دیگری معلم علوم است.
در ۳۱ ژوئیه ۱۹۶۳ ویتاکر نویسنده‌ای به نام تری نیشن را برای نوشتن قسمتی به نام جهش به سریال آورد. در اصل این قسمت دربارهٔ قربانیان فضایی به نام دالک و تال بود که مورد حمله بمب نوترونی قرار گرفته بودند اما نیشن این موضوع را رها کرد و به یکباره دالک‌ها را به عنوان متجاوز و خونریز در داستان سریال معرفی کرد. هنگامی که این فیلم‌نامه تهیه و به نیومن و ویلسون تحویل داده شد، بلافاصله رد شد به دلیل این که نویسندگان اجازه نداشتند هیولاهای تک چشم را وارد سریال کنند. اولین قسمت از روی فیلمنامهٔ دیگری ساخته شد اما بی‌بی‌سی معتقد بود، ساخت موفقیت‌آمیز قسمت بعد بسیار سخت است. قسمت جهش تنها فیلم‌نامه موجود بود که به‌طور کامل آماده شده بود و می‌شد از میان انتخاب‌های کمی که داشتند برای قسمت بعد از آن استفاده کرد. ورایتی لامبرت تهیه‌کننده دکتر هو در آن زمان اعلام کرد:
«ما انتخاب‌های زیادی نداشتیم ما فقط دالک‌ها را برای نمایش داشتیم، ما در یک بحران اعتماد به نفسمان را از دست داده بودیم به دلیل اینکه دونالد ویلسون بسیار قاطعانه معتقد بود که این قسمت نباید ساخته شود.»
بالاخره نیومن فیلم‌نامه نیشن را به عنوان قسمت دوم سریال معرفی کرد و نام دالک‌ها را بر آن نهاد. دالک‌ها بعدها یکی از محبوب‌ترین هیولاها در این سریال شدند.
بخش درام بی‌بی‌سی این برنامه را برای ۲۶ سری از شبکه بی‌بی‌سی ۱ پخش کرد. کاهش تعداد بینندگان این سریال و کاهش معلومات عمومی نسبت به مسائل علمی موجود در فیلم باعث شد که جاناتان پاول مدیر وقت بی‌بی‌سی ۱ دستور تعلیق ساخت و پخش این سریال را بدهد. هیچ تصمیمی برای ساخت سری ۲۷ گرفته نشده بود اما بی‌بی‌سی مرتباً تکرار می‌کرد سری ۲۷ به زودی پخش می‌شود.
در هنگامی که ضبط خانگی این سریال متوقف شده بود، بی‌بی‌سی امیدوار بود که شرکت مستقلی برای راه‌اندازی مجدد این سریال پیدا کند. یک مهاجر بریتانیایی به نام فیلیپ سگال که برای شرکت کلمبیا پیکچرز در ایالات متحده کار می‌کرد ریسک بزرگی انجام داد و در ژوئیه ۱۹۸۹ هنگامی که هنوز سری بیست و شش ام در حال ساخت بود به بی‌بی‌سی نقل مکان کرد. مذاکرات سگال در نهایت منجر به ساخت یک فیلم تلویزیونی دکتر هو شد که از شبکه فاکس پخش شد. این فیلم حاصل همکاری فاکس با بی‌بی‌سی بود. اگر چه این فیلم در انگلستان موفق بود (۹/۱ میلیون بیننده) اما در آمریکا موفقیت چندانی کسب نکرد و دوباره ساخت سری جدید به تعویق افتاد.
رسانه‌های مکتوب و شنیداری از قبیل رمان‌ها و پادکست‌های شنیداری در طول دوران افول سریال دکتر هو مرتباً در بین مردم پخش می‌شدند و فیلمنامه‌های جدیدی را برای این فیلم ارائه می‌دادند اما برنامه دکتر هو تا سال ۲۰۰۳ شروع به کار نکرد. در همین سال‌ها مذاکراتی با راسل. تی. دیویس انجام شد و سرانجام در سال ۲۰۰۵ راسل. تی. دیویس به عنوان کارگردان و سرپرست نویسندگان این سریال برگزیده شد و تولید خود را از بی‌بی‌سی ولز در کاردیف شروع کرد.
دکتر هو سرانجام با قسمتی به نام رز در ۲۶ مارس ۲۰۰۵ به تلویزیون بازگشت و ۶ سری برجسته از این سریال پخش شد.
با پایان کار دکتر دهم و تجدید حیات او دیوید تننت و راسل تی دیویس از این سریال خداحافظی کردند و جای خود را در سال ۲۰۰۵ به استیون موفات داد، استیون موفات اعلام کرده بود از کودکی به این سریال علاقه داشته است.
در تاریخ ۱ جون ۲۰۱۳ قرار شد که مت اسمیت در قسمت ویژه کریسمس سال ۲۰۱۳ از این سریال برود. کمی بعد این قسمت ویژه تبدیل به قسمت سالگرد شد و اعلام شد که این قسمت یکی از هیجان انگیزترین قسمت‌های دکتر هو خواهد بود کمی بعد استیون موفات اعلام کرد که در این قسمت مجموعه‌ای از گذشتهٔ دکتر هو به نمایش داده خواهد شد و این به معنی است که چندین دکتر و چند هیولای محبوب حضور خواهند داشت.

## تغییرات در شخصیت دکتر

### هشت دکتر قدیمی
سری اول این سریال از سال ۱۹۶۳ شروع شد و تا ۱۹۸۹، ادامه یافت و در طول این سال‌ها، داستانهای مختلفی برای دکتر اتفاق افتاد و ضمناً دکتر ۸ بار عمل تجدید حیات را انجام داد.
در این سری دکتر ظاهر یک انسان پیر (حدود ۶۰ سال) را داشت، ویلیام هارتنل، پاتریک تروتان، جان پارتوی، تام باکر، پیتر دیویسون، کالین باکر، سیلوستر مک کوی، پل مک گان به ترتیب اولین تا هشتمین دکتر را ایفای نقش کردند.
دکتر تا به حال سیزده بار عمل تجدید حیات کرده که هر کدام از این دکترها شخصیت خود را دارند اما از طرف دیگر آن‌ها خاطرات و مهارت‌ها و پایه شخصیتی خود را در طول زمان حفظ می‌کنند.

### دهمین و نهمین دکتر
شخصیت‌های حاشیه‌ای سری جدید، به قدری مشهور شدند، که بعداً، داستان هریک از آنها، تبدیل به سریالی جداگانه شد و بدین ترتیب، سریالهای ماجراهای سارا جین تورچ وود و ک-۹، در واقع انشعاباتی از سریال دکتر هو می‌باشند. اما سری جدید دکتر هم خالی از اشکال نبود، جلوه‌های ویژهٔ متوسط و داستانهای سطحی و حتی کش دار کردن ماجراها، در ۴ فصل اول سری جدید، کاملاً مشهود بود. اما از ابتدای فصل پنجم، همه چیز تغییر کرد. تهیه‌کنندگان، تمامی نویسندگان قبلی را اخراج کردند و با یکی از نویسندگان موفقی که در ۴ فصل اول، نویسندهٔ ۴ یا ۵ اپیزود بوده است قرارداد بستند و او را رسماً، به عنوان مسئول سریال معرفی کردند و این استیون موفات نام داست.
این دو دکتر بارها با دشمنان مختلفی روبه رو شدند از جمله دالک‌ها و سونتاران‌ها و موجوداتی دیگر؛ که دشمنان وی بارها تا نابودی کامل دکتر پیش رفته‌اند. در ضمن دکتر دهم در آخرین قسمت اصلیش یک متاکرایسیس به وجود آورد. دکتر در این دو سری با فرمانروا رو به رو شد. دکتر در طول یکی از قسمت‌ها با شیطان جنگید و او را به درون سیاهچاله فرستاد و در پایان بنا به پیش‌بینی اودها تجدید حیات کرد و چهره اش عوض شد.

### یازدهمین دکتر
مت اسمیت در این دوره بازیگر تک تکِ اپیزودهای سریال است و بعد از پایان بسیار موفقی که در فصل پنجم داشت، یک شروعِ خیره‌کننده برای فصل ششم در نظر گرفت و معمای نیروی سکوت را در که از ابتدای فصل پنجم، آن را مطرح کرده بود، آغازی بر فصل ششم قرار داد. موفقیت فصل پنجمِ سریال، باعث شد تهیه‌کنندگانی از آمریکا مشتاق به سرمایه‌گذاری در این سریال شوند و قسمت‌های ابتدایی فصل ششم، در آمریکا فیلمبرداری شد و باعث اقبال بیش از حد بینندگان آمریکایی به این سریال شد.

### دوازدهمین دکتر
در سال ۲۰۱۳ در برنامه‌ای ویژه در شبکه بی‌بی‌سی یک اعلام شد که پیتر کاپالدی (به انگلیسی: Peter Capaldi) جانشین مت اسمیت در سریال دکتر هو می‌شود. شهرت او بیشتر به خاطر فیلم ساخته آرماندو ایانوچی یعنی "The Thick of It" است که وی در این فیلم نقش یک مأمور ارتباطات دولتی با نام مالکوم تاکر را ایفا می‌کرد بود. کاپالدی پیش از این نیز سابقه بازی در یکی از قسمت‌های این سریال در سال ۲۰۰۵ به نام پمپی همراه با دیوید تننت را در کارنامه خود دارد.

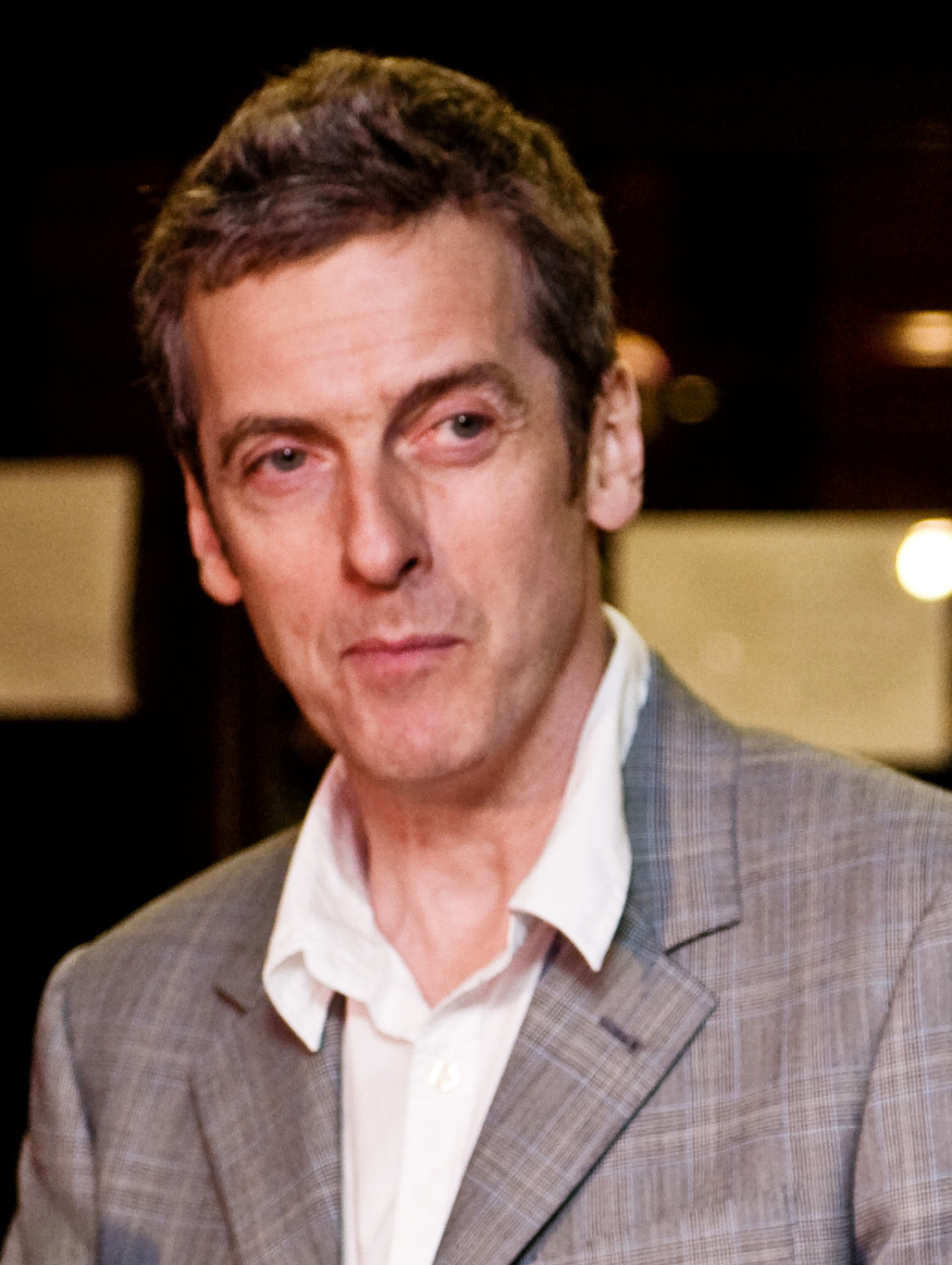
پیتر کاپالدی دوازدهمین بازیگر نقش دکتر

### سیزدهمین دکتر
جودی ویتاکر در سال ۲۰۱۷ به عنوان نخستین بازیگر زن برای نقش دکتر هو انتخاب شد، این انتخاب با واکنش منفی هواداران سریال روبرو شد.

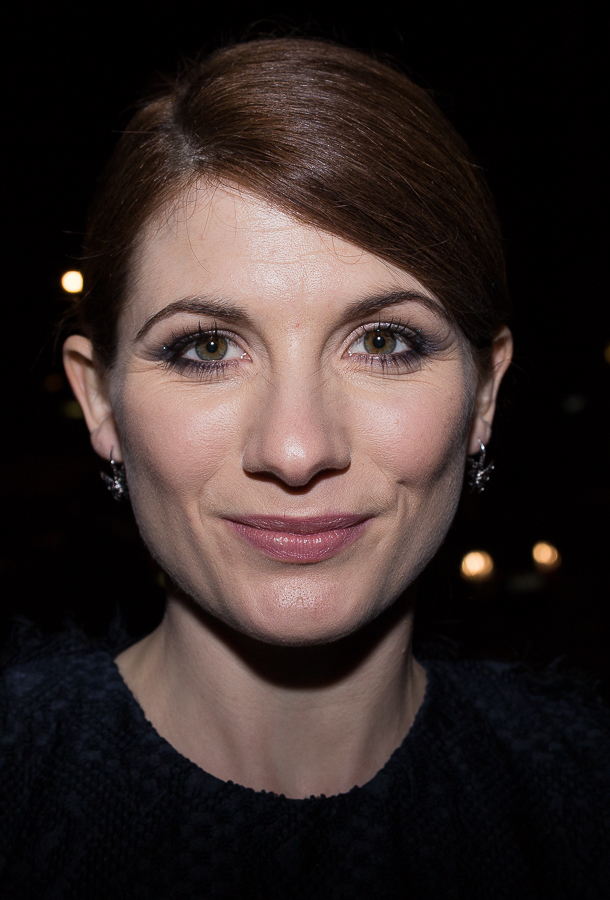
جودی ویتاکر بازیگر فعلی نقش دکتر

## شخصیت‌ها

### دکتر
شخصیت دکتر در ابتدا در هاله‌ای از رمز و راز است. تمام چیزی که دربارهٔ او می‌دانیم از روزهایی است که یک فضایی عجیب و غریب در حال مبارزه با بی عدالتی بوده است در حالی که زمان و فضا را در ماشین زمان خود به نام تاردیس کاوش می‌کند. ماشین زمانی که درونش بزرگتر از ظاهر بیرونی آن است. دکتر در ابتدا آتشین مزاج و کمی شیطانی بود اما به مرور شکلی مهربان به خود گرفت. در نهایت مشخص شد که دکتر متعلق به نژاد اربابان زمان بوده که سیاره مادر آن‌ها گالیفری بوده است.

#### تغییر ظاهر (تجدید حیات)
اربابان زمان در زمان مرگ تجدید حیات می‌کنند. این راه حلی است که نویسنده فضای داستان را به وسیله آن تغییر می‌دهد و به ادامهٔ داستان بپردازد. در قسمت قاتل مرگبار و ارواح ماودرین پیشنهاد شد که دکتر ۱۲ بار می‌تواند تجدید حیات کند که در مجموع ۱۳ دکتر می‌شود. در قسمت مرگ دکتر که یکی از قسمت سری انشعابی ماجراهای سارا جین بود بیان شد که دکتر می‌تواند ۵۰۷ بار تجدید حیات کند که البته راسل. تی. دیویس بیان داشت که: «این فقط یک شوخی بوده و آن را نباید جدی گرفت.»

چهره‌های دکتر

| دکتر         | نام بازیگر       | زمان اجرا     |
| ------------ | ---------------- | ------------- |
| دکتر اول     | ویلیام هارتنل    | ۱۹۶۳–۶۶       |
| دکتر دوم     | پاتریک تروتون    | ۱۹۶۶–۶۹       |
| دکتر سوم     | جان پرتوی        | ۱۹۷۰–۷۴       |
| دکتر چهارم   | توماس بیکر       | ۱۹۷۴–۸۱       |
| دکتر پنجم    | پیتر دیویسن      | ۱۹۸۱–۸۴       |
| دکتر ششم     | کالین بیکر       | ۱۹۸۴–۸۶       |
| دکتر هفتم    | سیلوستر مک کوی   | ۱۹۸۷–۸۹، ۱۹۹۶ |
| دکتر هشتم    | پل مک‌گان         | ۱۹۹۶          |
| دکتر نهم     | کریستوفر اکلستون | ۲۰۰۵          |
| دکتر دهم     | دیوید تننت       | ۲۰۰۵–۱۰       |
| دکتر یازدهم  | مت اسمیت         | ۲۰۱۰–۲۰۱۳     |
| دکتر دوازدهم | پیتر کاپالدی     | ۲۰۱۴–۲۰۱۷     |
| دکتر سیزدهم  | جودی ویتاکر      | ۲۰۱۷–تا الان  |

### همراهان
دکتر همیشه ماجراهایش را با ۳ همراه انجام می‌دهد و تا سال ۱۹۶۳ بیش از ۳۵ بازیگر زن این نقش را انجام داده‌اند. همراه اولین دکتر نوه او سوزان فورمن بود و معلم او باربارا رایت و آیان چسترون بود. در سال ۲۰۰۵ دکتر عموماً با یک همراه سفر می‌کرد البته ممکن بود در طول سریال افرادی اضافه شوند. همراهان دکتر دهم عبارت بودند از رز تایلر (بیلی پایپر)، مارتا جونز (فریما اگیمن)و دونا نوبل (کاترین تیت) بودند.
و همراهان دکتر یازدهم نیز عبارتند از امی پوند (کارن گیلان)، روری ویلیامز، کلارا ازون ازولد (جینا کولمن)
همراهانی نیز هستند که برای مدت کوتاهی با دکتر همراهند که عبارتند از میکی اسمیت (نول کلارک)، ریور سانگ (الکس کینگستون) و کاپیتان جک هارکنس(جان بارومن). بعضی از همراهان سابق دکتر نیز به سری جدید آمدند همانند سارا جین اسمیت که در سال ۲۰۰۵ برگشت و به سریال ماجراهای سارا جین رفت و شخصیت کاپیتان جک هارکنس نیز در یکی دیگر از سریال‌های مشتق شده از دکتر به نام تورچ وود همراه با مارتا جونز ایفای نقش کرد.

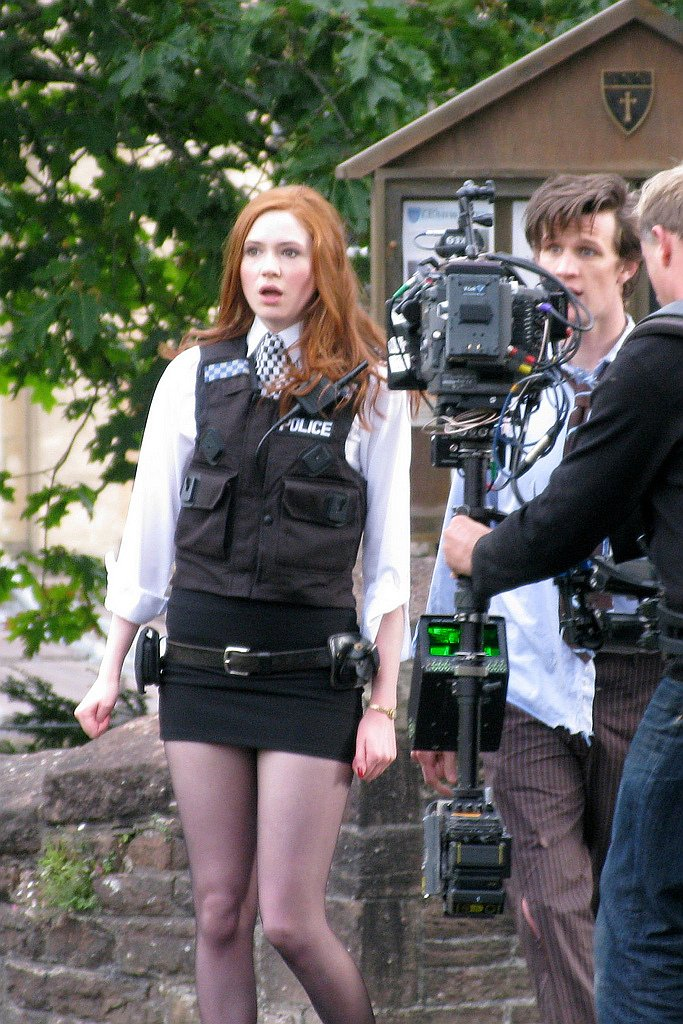
امی پوند
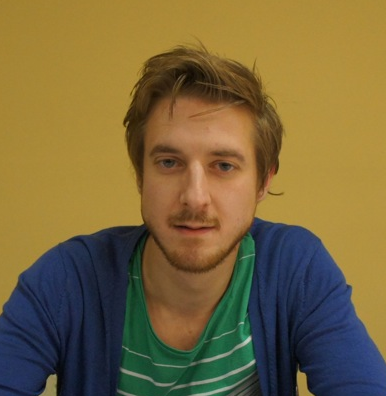
روری ویلیامز
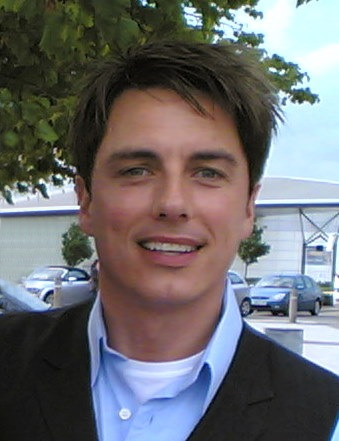
کاپیتان جک هارکنس

### دشمنان
اگر چه سیدنی نیومن نمی‌خواست که کلیشه ورود هیولا را به سریالش داشته باشد اما به دلیل محبوب بودن هیولاها در بین مردم، این رکن به عنوان اجزا ثابت سریال از همان آغاز شد.
در سال ۲۰۰۵ راسل. تی. دیویس اعلام داشت که از شخصیت‌های کلاسیک دکتر هو نیز استفاده می‌کنم و ساخته‌های او نیز مبین همین حرف اوست به‌طوری‌که دالک‌ها در سری اول، سایبر من‌ها در سری دوم، مکرام‌ها و فرمانروا در سری سوم و سونتاران‌ها و داوروس در سری چهارم نمایش داده شدند. استیون موفات نیز با آوردن سولیارون‌ها در سری پنج، سایبر من در سری شش، جنگجوی یخی در سری هفت نیز این راه را ادامه داد. از بازگشت دکتر در سال ۲۰۰۵ هیولاهایی مانند اسلیتن‌ها، اود، جودون‌ها، فرشته گریان و واشدانارادا.

#### دالک‌ها
دالک برای اولین بار در دومین قسمت سریال در سال ۱۹۶۳ ظاهر شدند.
دالک‌ها دشمنان سنتی دکتر هستند. دالک‌ها در سیاره اسکارو زندگی می‌کنند. داوروس با علم خود آن‌ها را جهش داده و پیکر آن‌ها را در مخزنی محافظ گذاشته. شکل ظاهری پیکر آن‌ها مانند شبیه به هشت پایی به مغز بزرگ است. بدنه محافظ آن‌ها شامل یک میلهٔ بلند به عنوان چشم که به آن‌ها قدرت بینایی می‌دهد یک میلهٔ بلند فنجان مکش به عنوان دست و یک سلاح هدایت انرژی است. دالک‌ها نقش اصلی سریال خود را در این سریال از جنگ بزرگ زمان به دست آورده‌اند اما قسمت جنگ بزرگ زمان هیچگاه ساخته نشد و فقط در سریال سخن از آن بوده است.

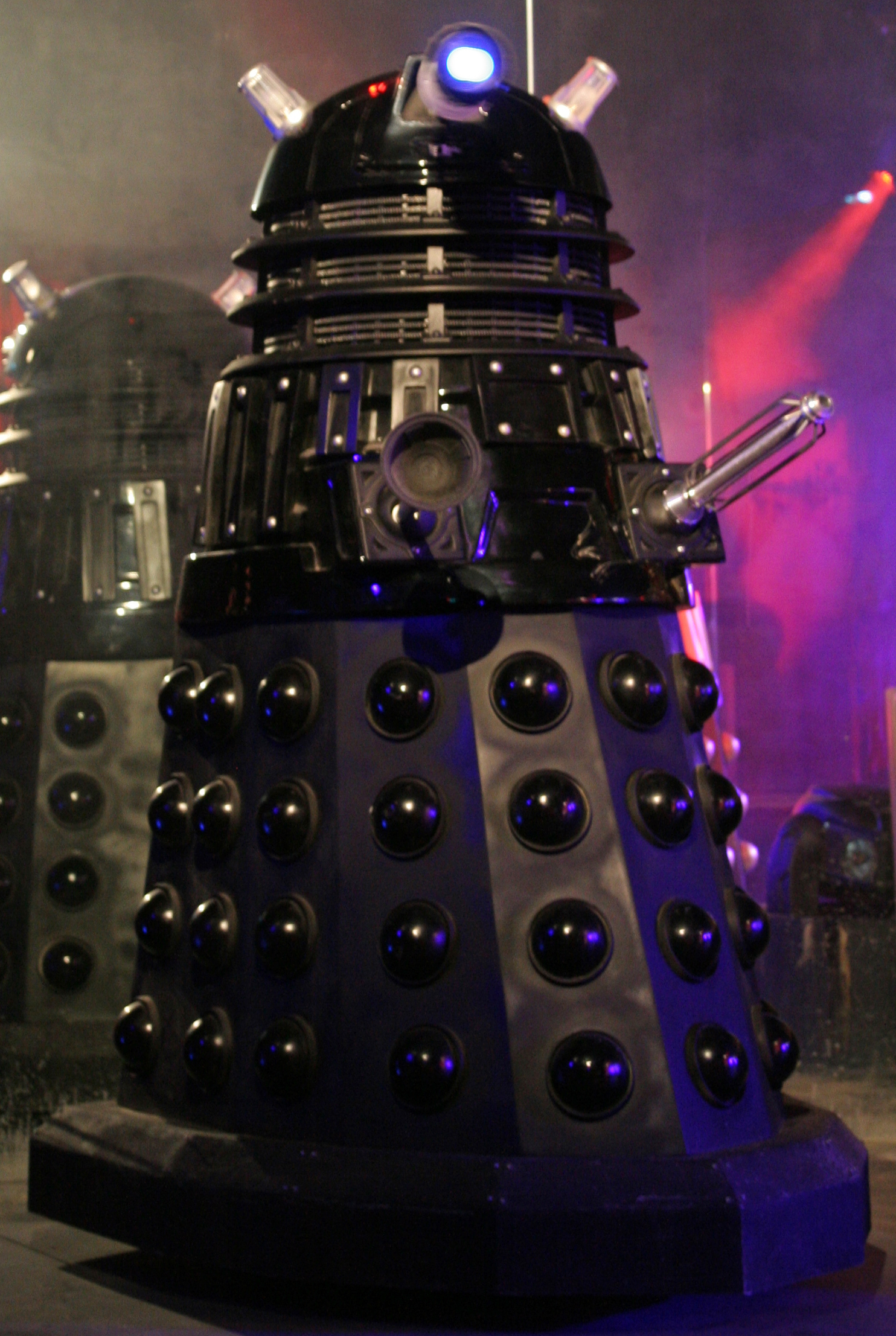
دالک بزرگ‌ترین دشمن دکتر

#### سایبرمن‌ها
سایبرمن‌ها در اصل یک گونه ارگانیک از انسان‌ها هستند که در بدن خود قطعات مصنوعی زیادی دارند. آن‌ها زمین را به دلیل جنگ‌های طولانی با انسان‌ها رها کردند و سیاره تلوس را به عنوان سیاره مادر خود انتخاب کردند. در سری سال ۲۰۰۶ سایبرمن‌ها به کلی تغییر کردند. این سایبرمن‌ها در یک دنیای موازی توسط خالق دیوانه‌شان جان لومیک به وجود آمده‌اند. او مغز انسان‌ها را در بدنی فولادی قرار داد.

#### فرمانروا
فرمانروا یک ارباب زمان ظالم است که آرزوی تسلط بر کل جهان را دارد و او دشمن دکتر است. او را می‌توان همانند پروفسور موریاتی در شرلوک هولمز تصور کرد.
این شخصیت برای اولین با در سال ۱۹۷۱ به سریال آمد. فرمانروا نیز همانند دکتر می‌تواند تجدید حیات کند. اولین کسی که این نقش را به عهده گرفت روگر دلگادو کسی که این نقش را سال ۱۹۷۳ زمان مرگش بازی کرد. بعد از این نقش فرمانروا توسط پیتر پرت، جفری بیورز و آنتونی آنلی بازی شد.
در سری جدید در ابتدای یک قسمت درک جاکوب و بعد از آن جان سیم این نقش را بازی کردند.

## بینندگان

### جدول پخش در سراسر جهان
| کشور              | شبکه تلویزیونی                                           |
| ----------------- | -------------------------------------------------------- |
| بریتانیا          | BBC One BBC HD BBC One HD                                |
| ایران             | بی‌بی‌سی فارسی                                             |
| آرژانتین          | (People+Arts)                                            |
| استرالیا          | (ABC1، UK.TV)                                            |
| اتریش             | (Pro 7)                                                  |
| بلژیک             | Één, La Deux                                             |
| برزیل             | (People+Arts)                                            |
| بلغارستان         | AXN Sci Fi Diema 2                                       |
| کانادا            | Space, Ztélé                                             |
| کرواسی            | Croatian Radiotelevision                                 |
| جمهوری چک         | AXN Sci-Fi                                               |
| دانمارک           | Danmarks Radio TV2                                       |
| فرانسه            | France 4                                                 |
| آلمان             | Pro 7 Sci Fi Channel                                     |
| یونان             | Skai TV                                                  |
| گواتمالا          | (BBC Entertainment                                       |
| مجارستان          | AXN Sci Fi, RTL Klub                                     |
| اسرائیل           | yes stars Action HD BBC Entertainment Yes SCI FI         |
| ایتالیا           | Rai 4 و Jimmy (سری جدید) Rai 1 (سری قدیمی) La7 Bonsai TV |
| آفریقای جنوبی     | BBC Entertainment                                        |
| ایالات متحده      | Syfy BBC America PBS                                     |
| اسپانیا           | Sci Fi Channel Boing TV3 3XL BBC Entertainment ETB 1     |
| امارات متحده عربی | Dubai 33                                                 |
| تایلند            | Channel 7                                                |
| ترکیه             | Cine5 CNBC-e، e2                                         |
| کره جنوبی         | KBS2 Fox BBC Entertainment                               |

### بریتانیا
روز پس از ترور جان اف کندی، قسمت اول دکتر هو از شبکه بی‌بی‌سی پخش شد و هفته بعد نیز قسمت دوم آن پخش شد. در ابتدای پخش، این سریال تنها از شبکه بی‌بی‌سی یک به عنوان یک سریال قابل پخش در فضای خانواده پخش شد و همین خانوادگی بودن سریال محبوبیت بسیاری برای آن پدیدآورد. محبوبیت بالای این سریال را در سه دوره زمانی می‌توان بررسی کرد.

اولین دوره در حدود سال‌های ۱۹۶۴–۱۹۶۵ اتفاق افتاد زمانی که قسمتی تحت عنوان دالک مانیا پخش شود و شخصیت دالک‌ها ۹ تا ۱۴ میلیون بیننده برای این سریال به همراه آورد.

دومین اواخر سال ۱۹۷۰ اتفاق افتاد، زمانی که بازی خیره‌کننده تام بیکر به عنوان نقش دکتر توجه ۱۲ میلیون مخاطب را به این سریال جذب کرد.

سومین دوره نیز در زمان اعتصاب کارکنان آی‌تی‌وی در سال ۱۹۷۹ به وقوع پیوست که همین عامل به تنهایی باعث شد این سریال اوج خود رسید و رقم ۱۶ میلیون بیینده را به خود کسب کرد. تعداد تماشاگران این سریال تا سال ۱۹۸۰ ثابت باقی ماند اما از آن بعد به‌طور محسوسی کاهش پیدا کرد و بعد از پخش سری ۲۳ به دلیل افت توجه تماشاگران پخش این سریال ۱۸ ماه به تعویق افتاد. پس از پخش دوباره، سریال عملکرد ضعیفی را از خود نشان داد، به‌طوری‌که تنها توانست ۵ میلیون بیینده را به خود جذب کند و مسئولین وق بی‌بی‌سی تصمیم به تعلیق ساخت این سریال را گرفتند. بعضی از طرفداران این سریال به‌طور صریح اعلام کردند در آن زمان برنامه اپرا تاج‌گذاری در خیابان محبوب تر از این سریال شده است. پس از بازگشت این سریال در سال ۲۰۰۵ تعداد بالایی تماشاگر به این سریال جذب شدند. پس پخش قسمتی به نام رز که قسمت بازگشت دوباره سریال به تلویزیون بود اعلام شد این سریال توجه ۱۰٫۸۱ بیینده را به خود جذب کرده است که یکی از سه برنامه پربیننده در طی هفته در بی‌بی‌سی یک شد. قسمت‌های کنونی این سریال تعداد بالایی از مخاطبین را داراست به‌طوری‌که با ۱۱۰ میلیون بیننده پربیینده‌ترین برنامه درام لقب گرفته شده است.

### در جهان
دکتر هو از سال ۱۹۶۴ یک سال بعد از پخش آن در خارج از انگلستان شروع شد، از تاریخ ۱ ژانویه ۲۰۱۳ سری‌های جدید نیز به‌طور متوسط در هفته در ۵۰ کشور پخش می‌شود.
قسمت ویژه ۵۰ سالگی رکورد پربیننده‌ترین اپیزود تاریخ را با ۵۰ میلیون نفر بیننده در سراسر دنیا دارد.

دکتر هو یکی از پنج عنوان پرفروش برای بی‌بی‌سی در سراسر جهان است به‌طوری‌که بازوی تجاری بی‌بی‌سی نام گرفته است. مدیر عامل بی‌بی‌سی جان اسمیت گفته است که سریال دکتر هو یکی از معدود سوپر برندهای دنیا است که در سرتاسر جهان طرفداران زیادی دارد.

#### اقیانوسیه
نیوزلند اولین کشور خارج از انگلستان بود که پخش این سریال را در سپتامبر ۱۹۶۴ شروع کرد و برای سال‌های طولانی پخش آن را ادامه داده است.

#### شمال آمریکا
این سریال دارای یک پایگاه گسترده طرفداران در ایالات متحده است به‌طوری‌که پخش سری‌های قدیمی این سریال در شبکه پی بی اس از سال ۱۹۷۰ تا ۱۹۹۰ ادامه داشت.

برای پخش این سریال در کانادا برای هر قسمت یک فیلم ویژه با بازی کریستوفر اسلستون پخش می‌شد (طرح یک سؤال برای ساخت یک مسابقه برای بینندگان). سی بی سی کانادا در تاریخ ۹ اکتبر ۲۰۰۶ پخش سری دوم این سریال را شروع کرد.

سری سه نیز در تاریخ ۳۱ مارس ۲۰۰۷ در بی‌بی‌سی پخش شد و چندین روز بعد در تاریخ ۱۸ جون ۲۰۰۷ پخش این سریال از شبکه سی بی سی با دومین قسمت ویژه این سریال با نام عروس فراریسر گرفته شد. بعد از شبکه سی بی سی شبکه ساینس فیکشن پخش این سریال را با همان دومین قسمت ویژه در تاریخ ۶ ژوئیه ۲۰۰۷ شروع کرد.

#### کشورهای دیگر
پخش سریال در آمریکای لاتین با نمایش سری اصلی آن که به نام دکتر میستریو معروف شده است، ابتدا در ونزوئلا از سال ۱۹۶۷ و بعد از آن به ترتیب در کانال ۱۳ مکزیک در سال ۱۹۶۸ و شیلی از سال ۱۹۶۹ شروع شد.

## موسیقی آغاز سریال
این سریال تا به حال موسیقی‌های تیتراژ زیادی داشته است که سازندگان آن‌ها به ترتیب عبارتند از ران گرینر، پیتر هاول، کف مک کلو، جان دبنی و موری گولد.
جدیدترین تیتراژ این سریال نیز توسط موری گولد ساخته شده است.

## دوبله
کار دوبله سری جدید توسط بی‌بی‌سی فارسی انجام می‌شود و صداپیشگی نقش دکتر را علیرضا واصفی بر عهده دارد.
سری‌های قدیمی هنوز به فارسی دوبله نشده‌اند.

## بیرون از رسانه

### موزه‌ها و نمایشگاه‌ها
در بریتانیا تعداد زیادی موزه و نمایشگاه برای نمایش وسایل به کار برده شده در سریال دکتر هو وجود دارد اما اکنون بسته شده‌اند، لیست تعدادی از آن‌ها در زیر آمده است:
- لندز اند (کورن‌وال)
- بلک‌پول
- لیلاگولن
- موزه کلوین گرو، گلاسکو
- موزه حمل و نقل کاونتری، کاونتری
- مرکز زندگی، نیوکاسل آپون تاین
- ملبورن
- کنزینگتون المپیا دو، لندن

نمایشگاه‌های باز در حال حاضر در کاردیف (شهرستانی که در آن مجموعه‌ای فیلم‌برداری شده است) وجود دارد.

### اقتباس‌های علمی

#### پیچ گوشتی فراصوت
دانشمندان دانشگاه داندی با تقلید از پیچ گوشتی صوتی دکتر هو دستگاهی ساختند که با نیروی فراصوت می‌تواند وسایل را بلند کرده، چرخانده و دست‌کاری کند.
این فیزیک دانان از تجهیزاتی که در جراحی فراصوت با استفاده از ام آر آر به کار رفته برای ساخت این دستگاه استفاده کردند و تا به حال توانسته‌اند یک صفحه لاستیکی ۱۰ سانتیمتری را بلند کنند و بپیچانند.
از کاربردهای این کشف می‌توان به جراحی مافوق صوت غیرتهاجمی، انتقال داروی هدفدار و دستکاری مافوق صوت سلول‌ها اشاره کرد. نتایج این پژوهش در مجله Physical Review Letters منتشر شده است.

#### ساخت تاردیس پروازکننده
عده‌ای علاقه‌مند به سریال دکتر و هم‌زمان با مراسم پنجاه سالگی دکتر هو جعبه‌ای آبی همانند تاردیس از جنس پلی استر با ۱۲ موتور به هزینه ۱۰۰۰ پوند ساختند و سعی کردند آن را به پرواز درآورند اما این جعبه شکست و نابود شد.
سازندگان این جعبه پروازکننده ادعا داشتند که این وسیله تا ارتفاع ۴۰۰ فوتی به هوا می‌رود اما در حین انجام آزمایش واقعی در ارتفاع ۱۰۰ فوتی کنترل خود را از دست داده و به زمین افتاد و شکست.
کمپانی فلایونیکس که برای کارهای تبلیغاتی ماشین لباسشویی نیز ساخته و به هوا فرستاده، در ساخت این جعبه تلفن جادویی کمک کرده بود اما این بار پروژه با شکست مواجه شد.

تصاویر آزمایش

### کتاب
به مناسبت پنجاهمین سال پخش سریال دکتر هو کتابی با نام گنبد، دکتر هو منتشر شد. این کتاب شامل از عکس‌ها، آثار هنری، کاغذهای مربوط به کار تهیه این مجموعه است. 

کتاب دکتر هو

### تمبرهای دکتر هو
شرکت پست سلطنتی بریتانیا در سال ۲۰۱۳ اقدام به انتشار تمبرهای سریال دکتر هو کرد. به گزارش دیلی‌میل: در این تمبرها، چهره شخصیت‌های متعدد و محبوب مجموعه تلویزیونی دکتر هو منتشر می‌شوند و در مرحله نخست ۱۱ تمبر منتشر خواهند شد.  این تعداد تمبر چهره ۱۱ بازیگری را به تصویر می‌کشند که در حدود نیم قرن گذشته در نقش‌های اصلی این مجموعه تلویزیونی بازی کرده‌اند.

### کالاهای تبلیغاتی
از همان آغاز سریال دکتر هو هزاران محصول مربوط به پخش خود را از قبیل اسباب بازیها، بازی تصاویر مجموعه‌ای، کارت‌ها و تمبرهای پستی به بیرون ارائه داد. بعدها بازی‌هایی نیز برای دکتر هو ساخته شد که بیشتر آن‌ها دارای محوریت دالک بود.

تصویر جلد یکی از بازی‌های رایانه‌ای دکتر هو

### در گوگل
کمپانی گوگل به مناسبت پنجاهمین سالگرد پخش سریال دکتر هو یک بازی را در قسمت نشان گوگل خودش قرار داد. این بازی یکی از طولانی‌ترین بازی‌های گوگل بود. تمامی شخصیت‌های سریال دکتر هو در این بازی قرار داشتند.

لوگوی گوگل در پنجاه سالگی

### وبسایت‌های رسمی
- دکتر هو در بی‌بی‌سی آنلاین
- سالگرد پنجاه سالگی دکتر هو:سایت رسمی جهانی
- دکتر هو (بی‌بی‌سی جنوب شرق ولز) در بی‌بی‌سی آنلاین
- بی‌بی‌سی:تغییر صورت دکتر هو بایگانی‌شده  در ۳۰ مه ۲۰۱۴ توسط Wayback Machine-بسیاری از مطبوعات و مقالات از سال ۱۹۶۳ به بعد
- سایت رسمی دکتر هو آمریکا
- صفحه رسمی دکتر هو در وبسایت SPACE

### وبسایت‌های رسمی سابق
دکتر هو سری ۴
دکتر هو سری ۱٬۲٬۳
فصل یک کلاسیک دکتر هو در سال ۱۹۹۶